# Az öreg (film, 1971)
Az öreg 1971-ben bemutatott magyar rajzfilm, amelyet Macskássy Gyula és Várnai György írt és rendezett. Az animációs játékfilm zenéjét zenéjét Pethő Zsolt szerezte. A mozifilm a Pannónia Filmstúdió gyártásában készült.

## Ismertető
A tevékeny öregasszonyt egyre reménytelenebbül invitálja a Halál a másvilágra, s végül belehal a várakozásba.

## Alkotók
- Írta, tervezte és rendezte: Macskássy Gyula, Várnai György
- Zenéjét szerezte: Pethő Zsolt
- Operatőr: Neményi Mária
- Hangmérnök: Bársony Péter
- Vágó: Hap Magda
- Rajzolták: Máday Gréte, Spitzer Kati
- Gyártásvezető: Gyöpös Sándor

Készítette a Pannónia Filmstúdió.

## Díja
- 1972, Mannheim Katolikus egyház díja[1]